# Andrzej Gąsienica-Makowski

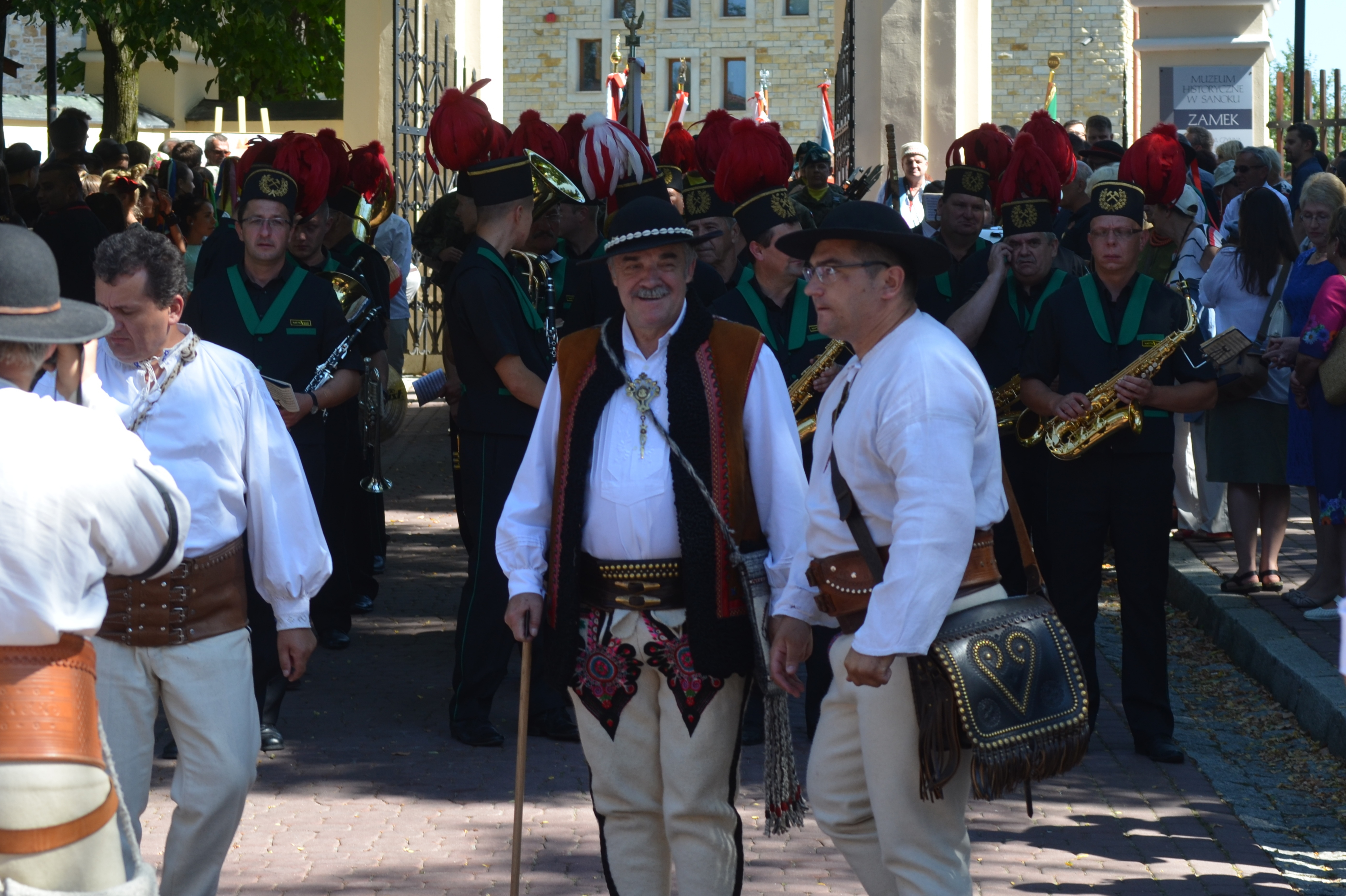
Andrzej Gąsienica-Makowski (Zjazd Karpacki), 2016

Andrzej Tadeusz Gąsienica-Makowski (ur. 15 lutego 1952 w Zakopanem) – polski polityk i samorządowiec, góral, poseł na Sejm I i II kadencji, starosta tatrzański w latach 1999–2014.

## Życiorys
W 1977 ukończył studia na Wydziale Mechanicznym Politechniki Krakowskiej, pracował jako nauczyciel i twórca ludowy. W 1990 wszedł w skład zespołu redakcyjnego nowo utworzonego miesięcznika regionalnego „Hale i Dziedziny”.
W latach 1991–1997 był posłem na Sejm I kadencji z listy Związku Podhalan oraz II kadencji z listy BBWR. Przewodniczył powstałemu na skutek rozpadu BBWR kołu poselskiemu Blok dla Polski. Z jego listy bez powodzenia ubiegał się o reelekcję w wyborach parlamentarnych w 1997 (otrzymał 12 918 głosów). W latach 1996–2002 kierował Związkiem Podhalan. Został także członkiem Towarzystwa Przyjaciół Orawy i Stowarzyszenia Twórców Ludowych, jak również liderem lokalnego ugrupowania Jedność Tatrzańska. Przystąpił do Chrześcijańskiego Ruchu Samorządowego, był wiceprzewodniczącym jego rady naczelnej.
W latach 1991–1994 był radnym miasta Zakopane. W 1998 został radnym, a w 1999 objął funkcję starosty powiatu tatrzańskiego. Ponownie wybierany na do rady i na starostę w 2002, 2006 i 2010. W 2014 zakończył urzędowanie na stanowisku starosty, pozostając radnym rady powiatu (do 2018). W wyborach w 2015 kandydował jako bezpartyjny do Sejmu z ramienia Platformy Obywatelskiej.

## Odznaczenia
Odznaczony Krzyżem Kawalerskim Orderu Odrodzenia Polski (2014), Srebrnym Krzyżem Zasługi (2009), Brązową Odznaką „Zasłużony dla Ochrony Przeciwpożarowej” (2009) oraz Odznaką Honorową za Zasługi dla Samorządu Terytorialnego (2015).